# Мохау (Саксония)
Мохау (нем. Mochau) — бывшая коммуна в немецкой федеральной земле Саксония. С 1 января 2016 года входит в состав города Дёбельн.
Подчиняется административному округу Кемниц и входит в состав района Дёбельн.  На 31 декабря 2014 года население составляло 2311 человека (на 31 декабря 2010 года). Занимает площадь 38,82 км². Официальный код  —  14 3 75 110.
Коммуна подразделялась на 23 сельских округа.